# Rosularia lineata
Rosularia lineata là một loài thực vật có hoa trong họ Crassulaceae. Loài này được (Boiss.) A. Berger miêu tả khoa học đầu tiên năm 1930.